# Gibberella fujikuroi

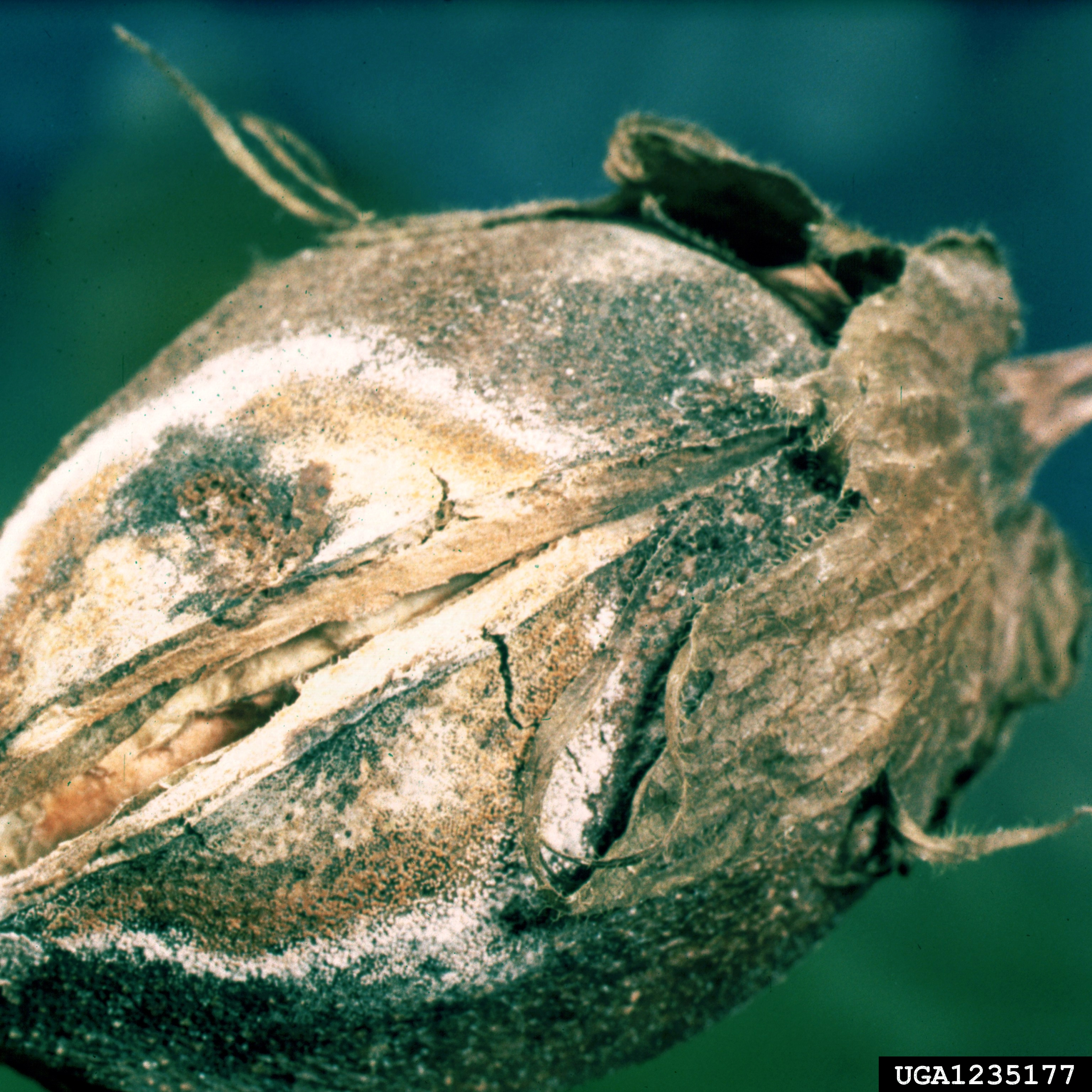

Gibberella fujikuroi es un hongo patógeno de plantas descubierto por Eishii Kurosawa en 1926. Este hongo causa la enfermedad bakanae en las plántulas de arroz, que consiste en la sobreproducción de la fitohormona giberelina, dando lugar a un fenotipo en la planta alto y delgado.
Eishii Kurosawa estaba estudiando una enfermedad en los cultivos de arroz, en los cuales observaba que éstas eran extremadamente altas y delgadas, provocando que eventualmente se rompiesen. Descubrió que esta enfermedad o fitopatología que presentaban, estaba causada por un hongo al que se le llamó Gibberella fujikuroi. Este hongo produce una sustancia que en ese momento se desconocía. Esta sustancia que Eishii Kurosawa descubrió inducía una elongación extrema en la planta, que más tarde se conoció como la fitohormona giberelina.